# Hollywood Rose
Hollywood Rose a fost o formație americană de glam metal formată în iunie 1983. Ea este cunoscută mai ales ca precursoare pentru ceea ce avea să devină în cele din urmă Guns N' Roses. Grupul a fost fondat de Axl Rose, Izzy Stradlin⁠(d) și Chris Weber⁠(d), care au beneficiat în timpul spectacolelor live de ajutorul lui Rick Marrs, Andre Troxx, Daniel „DJ” Nicolson, Johnny Kreis și Steve Darrow. Rose, Stradlin și Weber, împreună cu Kreis și Nicolson, au înregistrat un demo de cinci cântece în ianuarie 1984. Însă după o serie de schimbări în formație, cum ar fi înlocuirea lui Weber, Kreis și Nicolson cu Slash și Steven Adler⁠(d) (amândoi pe atunci la Road Crew⁠(d)), precum și plecarea lui Stradlin, grupul s-a desființat în același an.
Hollywood Rose s-a reunit pentru un spectacol de Revelion la 1 ianuarie 1985, Rose, Stradlin și Darrow s-au întors și l-au adăugat în grup pe fostul baterist al LA Guns, Rob Gardner⁠(d). Fondatorul LA Guns, Tracii Guns⁠(d), l-a înlocuit pe Weber pentru concertul de reunire. În martie 1985, au fuzionat cu LA Guns pentru a deveni Guns N' Roses.
Demoul de cinci melodii a fost lansat pe 22 iunie 2004 cu titlul The Roots of Guns N' Roses⁠(d). Câteva cântece de la Hollywood Rose au fost incluse pe albumele Guns N' Roses Live ?!⁠(d) *@ Like a Suicide⁠(d) (1986), Appetite for Destruction (1987), Live from the Jungle⁠(d) (1987) și GN' R Lies (1988).